# ISO 3166-2:GH

Mapa administrativního dělení státu Ghana

Kódy ISO 3166-2 pro Ghanu identifikují 16 oblastí (stav v roce 2019). První část (GH) je mezinárodní kód pro Ghanu, druhá část sestává z dvou písmen identifikujících region.

## Seznam kódů
```
GH-AA Greater Accra
GH-AH Ashanti
GH-CP Centrální oblast
GH-EP Východní oblast
GH-NP Severní oblast
GH-TV Volta
GH-UE Horní východní oblast
GH-UW Horní západní oblast
GH-WP Západní oblast 
GH-AF Ahafo
GH-BE Bono East
GH-BO Bono
GH-NE North East
GH-UT Oti
GH-SV Savannah
GH-WN Western North
```